# Cuyuna (Minnesota)
Cuyuna es una ciudad ubicada en el condado de Crow Wing en el estado estadounidense de Minnesota. En el Censo de 2010 tenía una población de 332 habitantes y una densidad poblacional de 36,34 personas por km².

## Geografía
Cuyuna se encuentra ubicada en las coordenadas 46°30′23″N 93°55′10″O / 46.50639, -93.91944. Según la Oficina del Censo de los Estados Unidos, Cuyuna tiene una superficie total de 9.13 km², de la cual 8.5 km² corresponden a tierra firme y (6.97%) 0.64 km² es agua.

## Demografía
Según el censo de 2010, había 332 personas residiendo en Cuyuna. La densidad de población era de 36,34 hab./km². De los 332 habitantes, Cuyuna estaba compuesto por el 97.59% blancos, el 1.51% eran afroamericanos, el 0% eran amerindios, el 0.3% eran asiáticos, el 0% eran isleños del Pacífico, el 0% eran de otras razas y el 0.6% pertenecían a dos o más razas. Del total de la población el 0% eran hispanos o latinos de cualquier raza.